# Distrito de San Pedro de Larcay
El distrito de San Pedro de Larcay es uno de los once distritos que conforman la provincia de Sucre ubicada en el departamento de Ayacucho en el Perú.

## Historia
El distrito fue creado mediante la Ley Nro.15091 el 8 de julio de 1964 y su capital es San Pedro de Larcay. Antes de ser distrito fue anexo del distrito de Soras. Un anexo independiente económicamente fuerte en agricultura y ganadería a pesar de no contar con mucha agua ni majadales (lugar donde se recoge el ganado). Incluso prestó dinero a la comunidad de Matara, obteniendo posteriormente los territorios de Llamacca, actualmente en la jurisdicción de Soras, por descuido de las autoridades.
La Iglesia de Larcay fue construida en la época colonial. Hasta hoy en día es el monumento más hermoso de la zona con un campanario y un patio empedrado. Es considerada Patrimonio Cultural del Perú.

## División administrativa

### Centros poblados
- Urbanos
  - San Pedro de Larcay con 553 habitantes.
- Rurales
  - Chicha (San Pablo de Chicha) con 181 habitantes.

## Autoridades

### Municipales
- 2023 - 2026[2]
  - Alcalde: Pablo Mallco Huarcaya (Perú Libre)
  - Regidores:

  1. Benito Abad Barraza Arce (Perú Libre)
  2. Gladys Susana Barraza Vargas (Perú Libre)
  3. Gabriel Tacuri Carhuas (Perú Libre)
  4. Humberta Marivel Huamani Huaman (Perú Libre)
  5. Elvis Briceño Acuña (Alianza por Nuestro Desarrollo)

### Alcaldes Anteriores[3]
- 1996 - 1998: Armando Ferrel Castillo (Partido L.I. Nro 7)
- 1999 - 2002: Leonardo Salomón Rivas Barrientos (Mayoría Sucre 98)
- 2007 - 2010: Mariano Amador Jeri Espinoza (Partido Nacionalista Peruano)
- 2011 - 2014: Leonardo Salomón Rivas Barrientos (Movimiento independiente regional Todos con Ayacucho)
- 2015 - 2018: Mariano Amador Jeri Espinoza (Alianza renace Ayacucho)
- 2019 - 2022: Jesús Alata Lima (Movimiento regional Gana Ayacucho)

## Festividades
- Larcay tiene muchas festividades entre las que destacan: la fiesta patronal de San Pedro y San Pablo el 29 de junio.
- La tradicional herranza de vacas que se realizan desde el mes de marzo hasta el mes de mayo una fiesta colorida y muy concurridas por toda la población donde la alegría  se comparte entre niños y adultos.